# Romería
Pour les articles homonymes, voir Romeria (homonymie).
Cet article concerne la fête catholique. Pour le film de Carla Simón, voir Romería (film).

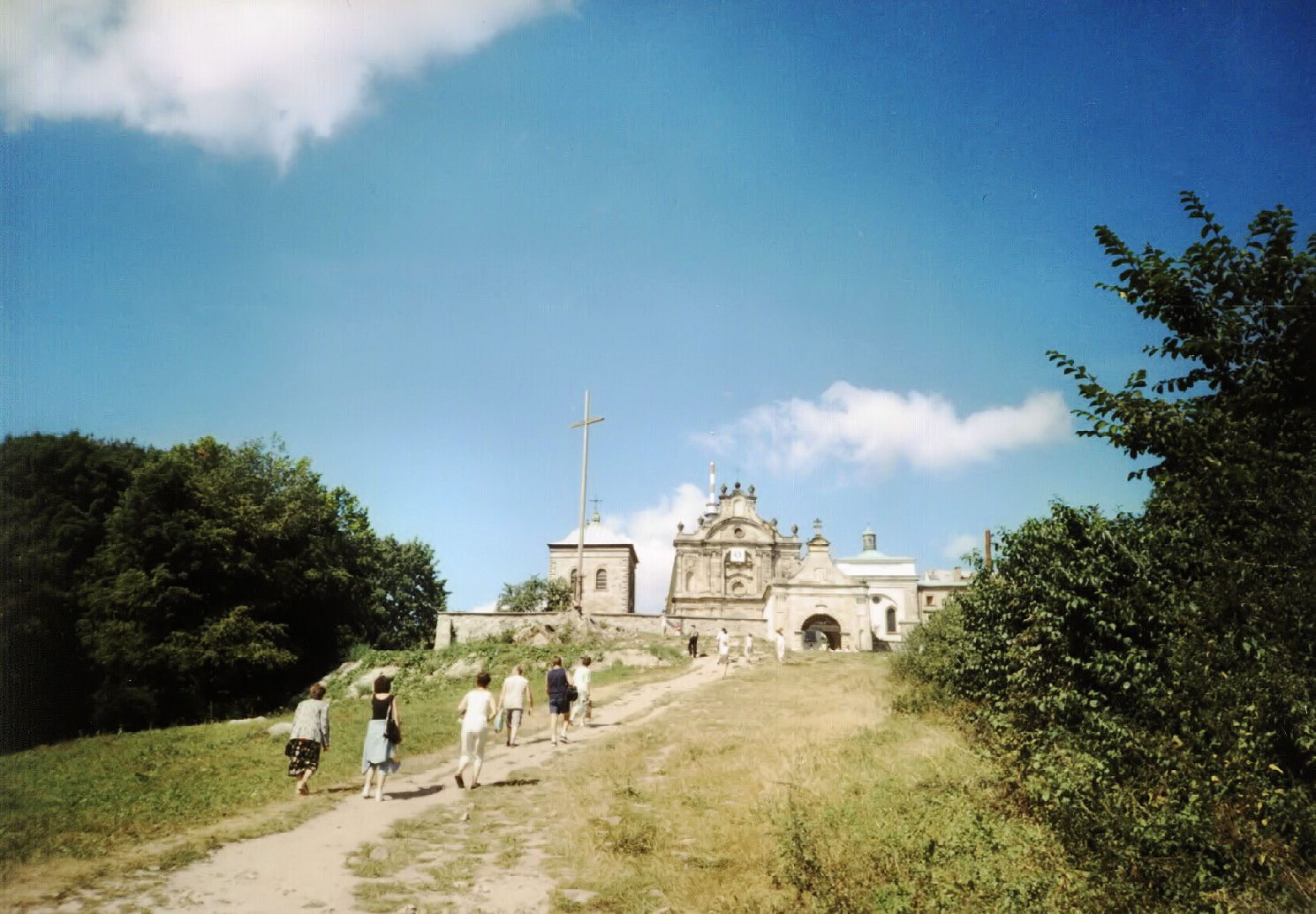
Pèlerins se dirigeant vers une abbaye.

Le mot espagnol romería vient de romero, nom qui désigne les pèlerins qui vont à Rome, et par extension, dans un sanctuaire quelconque.
C'est une fête catholique qui consiste en un voyage ou pèlerinage (en voitures décorées, en carrosses, à cheval ou à pied) qui mène au sanctuaire ou à l'ermitage d'une Vierge ou d'un saint patron du lieu, situé normalement dans un endroit champêtre ou dans la montagne. Parfois la romería se limite à une fête qui dure tout un jour, une matinée ou un après-midi.

## Histoire
Les romerías remontent à la plus ancienne antiquité. Les juifs se réunissaient ou allaient en pèlerinage au lieu où se trouvait le tabernacle. Dès le troisième siècle de notre ère, les chrétiens participaient à des romerías pour visiter les tombeaux des martyrs. La Terre sainte a été pendant longtemps le but pieux de ces voyages qui se sont multipliés à l'époque des Croisades. Notre Dame de Lorette et Saint-Jacques-de-Compostelle en Galice ont été les sanctuaires principalement visités par les pèlerins. À notre époque il existe un grand nombre de romerías en Espagne et dans les pays de culture hispanique. En France et Italie, on utilise le nom de pèlerinage.

## Argentine
En Argentine, on célèbre la romería ou pèlerinage à pied à la Vierge de Luján (es) qui est la patronne de l'Argentine. Plus d'un million de fidèles y participent marchant toute la nuit la dernière semaine de septembre de chaque année. La basilique Notre-Dame de Luján a été construit après un miracle qui s'est produit en 1631 dans la localité de Luján. Ce Sanctuaire a été visité par le Pape Jean-Paul II en 1982 et 1985. Il existe une infinité de petits pèlerinages vers (ou à partir de) Luján depuis différentes villes d'Argentine.

## Costa Rica
Il y a une tradition nommée La Romería selon laquelle des gens de l'ensemble du pays convergent tous les 2 août en direction de la basilique Notre-Dame-des-Anges de Cartago. Ils visitent La Negrita, une image sombre de pierre de la Vierge Marie qui aurait été vue au XVIe siècle par une Amérindienne sur une colline située à Cartago, à l'endroit où la basilique a été construite.

## Espagne

### Andalousie

#### Huelva
La Romería de El Rocío — ou pèlerinage d'El Rocío — est l'une des festivités religieuses les plus importantes d'Espagne. Plus de cent confréries (plutôt de Huelva, puis Séville et Cadix) participent à ce grand pèlerinage qui conduit vers la basilique du Rocío, à El Rocío, Almonte dans la province de Huelva. Des centaines de milliers de fidèles de toute l’Andalousie, d'Espagne et d'Europe viennent à pied, à cheval ou en calèche pour vénérer l'image de la Vierge qui est sortie de l’église les dimanche et lundi de Pentecôte. Les confréries partent depuis leurs villes pour Almonte la semaine précédant la manifestation, pour rejoindre sur les routes et chemins leurs coreligionnaires.

### Madrid
Dans la communauté madrilène, est traditionnelle la Romería de la Vierge de Navahonda (es), célébrée depuis 1113 au printemps dans la commune de Robledo de Chavela.

### Communauté Valencienne
Le premier samedi du mois de mai est célébrée la romería (ou Rogativa = prière publique) au Sanctuaire de la Vierge de Vallivana (es), pour honorer la patronne de Morella. Des centaines de personnes parcourent à pied les 22 km qui séparent la cité du sanctuaire, situé près de la route N-232. Le retour, également à pied, se fait le dimanche. La Rogativa est une tradition très ancrée qui est célébrée tous les ans en mai, sauf tous les six ans. La sixième année, cette romería prend une solennité spéciale et est célébrée en août. Le village de Morella descend au Sanctuaire pour amener la statue de la Vierge de Vallivana jusqu'à Morella et célébrer la Fête. La statue reste dans la cité jusqu'au mois d'octobre où elle est ramenée au Sanctuaire.
À Alicante, on célèbre la romería de la Santa Faz, une des plus anciennes et des plus suivies d'Espagne.

### BaléaresetMajorque
Parmi les nombreuses romerías, celles qui mènent au sanctuaire et au monastère de Lluc sont très suivies, y compris, par exemple, à dos de cheval.
Celle de Sant Bernat a lieu à Palma, au mois d'août.

### Îles Canaries
Dans les Îles Canaries, on célèbre la Vierge de la Candelaria (patronne des Îles Canaries) à Tenerife, deux fois par an : le 2 février et le 15 août. Des pèlerinages sont faits jusqu'à la basilique de la Candelaria. Se tiennent également sur cette île la romería à Saint Isidore le Laboureur à Los Realejos, la romería de la Vierge dels Secours à Güímar, Saint Benoît à San Cristóbal de La Laguna, Saint Roch à Garachico, etc.
Dans Gran Canaria sont également organisées la romería de la Vierge del Pino, qui se déroule le 8 septembre à Teror, de Notre-Dame-des-Neiges (Agaete), des Marías (Santa María de Guía de Gran Canaria) ou encore de Saint Antoine de Padoue (Moya).

### Galice
En Galice, la romería de Saint-Benoît de Lérez est célèbre, ainsi que la romería (es) de Vigo qui inspire la réalisatrice Carla Simón pour le titre de son film Romeria en compétition officielle de la 78e édition du Festival de Cannes en 2025, dont la Galice est le principal lieu de tournage.